# Jorge Alayo
Jorge Luis Alayo Moliner (6 de junho de 2001) é um jogador de vôlei de praia cubano.

## Carreira
No ano de 2018 ao lado de Miguel Ángel Ayón Picayo conquistou o título do Classificatório de Havana aos Jogos Olímpicos de Verão da Juventude de 2018, e no referido jogos conquistaram o quinto lugar. Em 2019, disputou ao lado de Lázaro Portes a edição do Campeonato Mundial  Sub-21  em Udon Thani e finalizaram na nona posição.
Em 2022, formando dupla com Noslen Díaz venceram o Classificatório sediado em Santo Domingo para o Campeonato Mundial de Roma, no referido mundial terminaram na décima sétima posição, também venceram a etapa de Aguascalientes do Circuito NORCECA, o bronze na etapa de Varaderoe a prata na etapa de Punta de Cana
e o vice-campeonato na etapa final também em Punta Cana.
Na temporada de 2023, permaneceu formando dupla com Noslen Díaz, e estreou no circuito mundial no Challenge de La Paz (México) terminaram na nona posição, repetindo o feito no Challenge de Saquarema, e o quarto lugar no Challenge de Itapema. No Circuito NORCECA de 2023 conquistaram o bronze na etapa de Varadero. Juntos, conquistaram em 2023 os títulos dos classificatórios para os [[Jogos Pan-Americanos Júnior] de 2025]], Circuito NORCECA Sub-23 em Punta Cana, neste mesmo lugar venceram o classificatório para o Campeonato Mundial de Voleibol de Praia de 2023, ainda disputaram o Circuito Russo de Vôlei de Praia de 2023, alcançaram o terceiro lugar na etapa de Cazã e na etapa final de Anapa, foram medalhistas de bronze nos Jogos Centro-Americanos e do Caribe de 2023 em San Salvador.

## Títulos e resultados
- Challenge de Itapema do Circuito Mundial de Vôlei de Praia de 2023
- Etapa de Aguascalientes do Circuito NORCECA de Vôlei de Praia:2019
- Etapa de Varadero do Circuito NORCECA de Vôlei de Praia:2023
- Etapa de Varadero do Circuito NORCECA de Vôlei de Praia:2022
- Etapa Final de Anapa do Circuito Russo de Vôlei de Praia:2023
- Etapa de Cazã do Circuito Russo de Vôlei de Praia:2023